# مانويل لي
مانويل لي (بالإنجليزية: Manuel Lee)‏ هو لاعب كرة قاعدة دومينيكاوي، ولد في 17 يونيو 1965 في سان بيدرو دي ماكوريس في جمهورية الدومينيكان.

## وصلات خارجية
- مانويل لي على موقعبيزبول رفرنس.كوم (الدوري الرئيسي) (الإنجليزية)